# Top je bio vreo (2014.)
Top je bio vreo (srp. Топ је био врео) je srpski film iz 2014. godine.
Režirao ga je Slobodan Skerlić po istoimenom romanu Vladimira Kecmanovića. Film je rađen u koprodukciji Srbije i Bosne i Hercegovine.
Film je premijeru imao na filmskom festivalu FEST u Beogradu 28. veljače 2014. godine.